# Rio (album de Christophe Willem)
Pour les articles homonymes, voir Rio.
Albums de Christophe Willem
Paraît-il
(2014) Panorama
(2022)
Singles
1. Marlon Brando
Sortie : 11 juillet 2017
2. Rio
Sortie : 29 septembre 2017
3. Madame
Sortie : 29 janvier 2018
4. Restart
Sortie : 2 février 2018

Rio est le titre du cinquième album studio francophone du chanteur français Christophe Willem sorti le 29 septembre 2017.

## Production
Sur initiative de l'Organisation internationale de la francophonie, Christophe Willem est invité, ensemble avec le rappeur et chanteur français Black M et la chanteuse malienne Inna Modja, de chanter Tu sais, l'hymne officiel de la Francophonie à l'occasion des jeux olympiques d'été de 2016 à Rio de Janeiro. La chanson est composée par le musicien camerounais Manu Dibango et écrite par le rappeur franco-congolais Passi.
Cette collaboration lui donne la possibilité de partir à Rio pour chanter l'hymne produite pour l'occasion dans les maisons olympiques francophones. Dans la ville brésilienne, Christophe Willem trouve l'inspiration pour les textes de son futur album,, qu'il écrit soit tout seul, soit avec d'autres, comme Zazie et Igit. Avant sont départ, il avait déjà composé toutes les mélodies, ensemble avec Aurélien Mazin qui a fait les arrangements,. Ceci représente un changement par rapport aux albums précédents du chanteur, sur lesquelles il jouait un rôle moins important dans la composition et sur lesquelles il a travaillé avec des équipes plus grandes, à la fois dans l'écriture et la composition des chansons.
L'album Rio paraît le 29 septembre 2017 et mélange électro-pop avec ballades.
Le titre Madame est un hommage à Latifa Ibn Ziaten, la mère d'Imad Ibn Ziaten, premier militaire assassiné à Toulouse par le terroriste Mohammed Merah en 2012,.

## Promotion et distribution
Le premier extrait, Marlon Brando bénéficie d'un clip, publié le 13 juillet 2017, rappelant le film The Truman Show. Bien que ce premier extrait arrive encore à se positionner à la 25e place du Ultratop 50 Singles de la Belgique francophone, les extraits suivants, Rio, Madame et Restart n'ont pas le succès escompté. Un clip pour l'extrait Rio sort le 2 octobre 2017 et pour Madame le 10 septembre 2018.
En 2018, Christophe Willem part en tournée à travers toute la France et les parties francophones de la Belgique et de la Suisse.

## Accueil critique
Julien Goncalves du site Charts in France décrit l'album comme étant « lumineux », où le chanteur assume ses excentricités et ses faiblesses, prenant des risques qui s'avèrent parfois payants, parfois non. Il ajoute que « les textes, souvent malins et bien trouvés, tournent parfois dans le vide sur des mélodies intéressantes mais qui manquent d'éclat », mettant en avant notamment les titres Copacabana , Marlon Brando, Rio et Madame. 
Le site Aficia met en avant les « rythmes variés et des sons éclectiques, épaulé par Igit ou Zazie sur des textes légers et profonds » de l'album .

## Performance commerciale
En France, Rio entre à la 12e position du Top Albums, avant de chuter rapidement et de quitter le Top 100 après six semaines. L'album reste classé parmi les 200 albums les mieux vendus pendant 17 semaines au total.
En Belgique francophone, Rio entre à la 8e position de l'Ultratop 200 Albums et s'y maintenient durant la deuxième semaine. Au total, l'album reste 17 semaines dans le top 50, 29 semaines dans le top 100 et 35 semaines dans le top 200.
En Suisse, l'album ne se classe que pendant une semaine dans le classement national, à la 43e position En revanche, Rio atteint la 9e place en Suisse romande, où l'ouevre reste classé pendant six semaines.
Selon les estimations établies par le site InfoDisc fin 2018, l’album Rio se serait vendu à 26 200 copies tandis que d'autres sites parlent de 40 000 exemplaires vendus,.
L'album se vend nettement moins bien que ces prédécesseurs et est qualifié d'échec commercial par la presse,,,.

## Liste des chansons
| Édition standard | Édition standard    | Édition standard        | Édition standard                  | Édition standard | Édition standard | Édition standard | Édition standard | Édition standard | Édition standard |
| No               | Titre               | Paroles                 | Musique                           | Durée            |                  |                  |                  |                  |                  |
| ---------------- | ------------------- | ----------------------- | --------------------------------- | ---------------- | ---------------- | ---------------- | ---------------- | ---------------- | ---------------- |
| 1.               | Copacabana          | Christophe Willem       | Christophe Willem, Aurélien Mazin | 3:41             |                  |                  |                  |                  |                  |
| 2.               | Nos balles perdues  | Zazie                   | Christophe Willem, Aurélien Mazin | 3:18             |                  |                  |                  |                  |                  |
| 3.               | Marlon Brando       | Christophe Willem, Igit | Christophe Willem, Aurélien Mazin | 3:27             |                  |                  |                  |                  |                  |
| 4.               | Pilote              | Christophe Willem, Igit | Christophe Willem, Aurélien Mazin | 4:14             |                  |                  |                  |                  |                  |
| 5.               | Rio                 | Christophe Willem, Igit | Christophe Willem, Aurélien Mazin | 4:13             |                  |                  |                  |                  |                  |
| 6.               | Madame              | Christophe Willem, Igit | Christophe Willem, Aurélien Mazin | 5:40             |                  |                  |                  |                  |                  |
| 7.               | Restart             | Christophe Willem, Igit | Christophe Willem, Aurélien Mazin | 3:15             |                  |                  |                  |                  |                  |
| 8.               | Love Ange           | Christophe Willem       | Christophe Willem, Aurélien Mazin | 4:26             |                  |                  |                  |                  |                  |
| 9.               | Sous mes pas        | Christophe Willem, Igit | Christophe Willem, Aurélien Mazin | 3:37             |                  |                  |                  |                  |                  |
| 10.              | Seul avec toi       | Christophe Willem, Igit | Christophe Willem, Aurélien Mazin | 4:49             |                  |                  |                  |                  |                  |
| 11.              | Vivement qu'on vive | Zazie                   | Christophe Willem, Aurélien Mazin | 3:30             |                  |                  |                  |                  |                  |
| 12.              | Wonder              | Igit                    | Christophe Willem, Aurélien Mazin | 4:57             |                  |                  |                  |                  |                  |
| 49:07            |                     |                         |                                   |                  |                  |                  |                  |                  |                  |

| 13. | Copacabana (Version acoustique)         | Christophe Willem       | Christophe Willem, Aurélien Mazin | 3:42 |
| 14. | Nos balles perdues (Version acoustique) | Zazie                   | Christophe Willem, Aurélien Mazin | 3:13 |
| 15. | Marlon Brando (Version acoustique)      | Christophe Willem, Igit | Christophe Willem, Aurélien Mazin | 3:34 |
| 16. | Rio (Version acoustique)                | Christophe Willem, Igit | Christophe Willem, Aurélien Mazin | 4:37 |
| 17. | Madame (Version acoustique)             | Christophe Willem, Igit | Christophe Willem, Aurélien Mazin | 6:12 |
| 18. | Restart (Version acoustique)            | Christophe Willem, Igit | Christophe Willem, Aurélien Mazin | 3:26 |
| 19. | Seul avec toi (Version acoustique)      | Christophe Willem, Igit | Christophe Willem, Aurélien Mazin | 4:42 |

## Musiciens et ingénieurs du son
- Batterie: Raphaël Chassin, David Lamy
- Guitare: François Poggio
- Claviers et programmation: Aurélien Mazin
- Basse: Pierre Lavandon, Aleksander Angelov
- Chœurs: Nathalie Loriot, Brice Pihan
- Réalisation: Christophe Willem, Aurélien Mazin
- Enregistrement: Alix Ewald, assisté d'Alice Lemoigne
- Mixage et production additionnelle: Ken Lewis
- Mastering: Chris Gehringer

## Classement
| Classement (2017)               | Meilleure position |
| ------------------------------- | ------------------ |
| Belgique francophone (Ultratop) | 8                  |
| France (Top Albums)             | 12                 |
| Suisse (Schweizer Hitparade)    | 43                 |
| Suisse romande                  | 9                  |

| Classement (2017)               | Position |
| ------------------------------- | -------- |
| Belgique francophone (Ultratop) | 50       |
| Classement (2018)               | Position |
| Belgique francophone (Ultratop) | 163      |